# Osteoporose-Pseudoglioma-Syndrom
Das Osteoporose-Pseudoglioma-Syndrom ist eine sehr seltene angeborene Bindegewebserkrankung mit ausgeprägten Veränderungen an den Augen und dem Skelett. Es kann als okuläre Form der Osteogenesis imperfecta angesehen werden.
Synonyme sind: OPPG; OPS; okuläre Form der Osteogenesis imperfecta
Die Erstbeschreibung stammt aus dem Jahre 1969 durch die US-amerikanischen Ärzte J. W. Bianchine und J. I Murdoch.
Die Definition als Syndrom stammt aus dem Jahre 1972 durch Victor Almon McKusick.

## Verbreitung
Die Häufigkeit wird mit 1 zu 2.000.000 angegeben, die Vererbung erfolgt autosomal-rezessiv.

## Ursache
Der Erkrankung liegen Mutationen im LRP5-Gen auf Chromosom 11 Genort q13.2 zugrunde, welches für das dem LDL-Rezeptor verwandte Protein 5 kodiert.

## Klinische Erscheinungen
Klinische Kriterien sind:
- Manifestation bei Geburt oder im frühen Kindesalter
- Augenveränderungen bei Geburt: Hyperplasie des Glaskörpers, Hyalo-Retinale Dysplasie; Pseudogliom, Katarakt
- im Verlauf fortschreitende Atrophie des Augapfels Phthisis bulbi, intraokuläre Verkalkungen, Amaurose
- allgemeine Osteoporose, besonders der Wirbelsäule mit erhöhter Neigung zum Knochenbruch
- vermehrte Schaltknochen in den Schädelnähten, vorzeitige Kraniosynostose, Mikrozephalie
- Kleinwuchs, kurzer Rumpf

Hinzu können Muskelhypotonie, schlaffe Bänder und angeborene Herzfehler kommen.

## Diagnose
Die Diagnose ergibt sich aus der Kombination klinischer Befunde und den Veränderungen auf dem Röntgenbild mit unterschiedlich alten Knochenbrüchen, Fehlstellungen und Wormsche Knochen.

## Differentialdiagnostik
Abzugrenzen sind:
Retinoblastom und Osteogenesis imperfecta.